# Parc maritime de Katariina
Le parc maritime de Katariina (en finnois : Katariinan meripuisto) est un parc du quartier de Katariina de Kotka en Finlande.

## Description
Le parc de plus de 20 hectares est situé dans l'île de Kotkansaari au centre de Kotka.
Dans le parc se trouvent les ruines du Fort Katarina de la Forteresse maritime de Ruotsinsalmi.

## Galerie

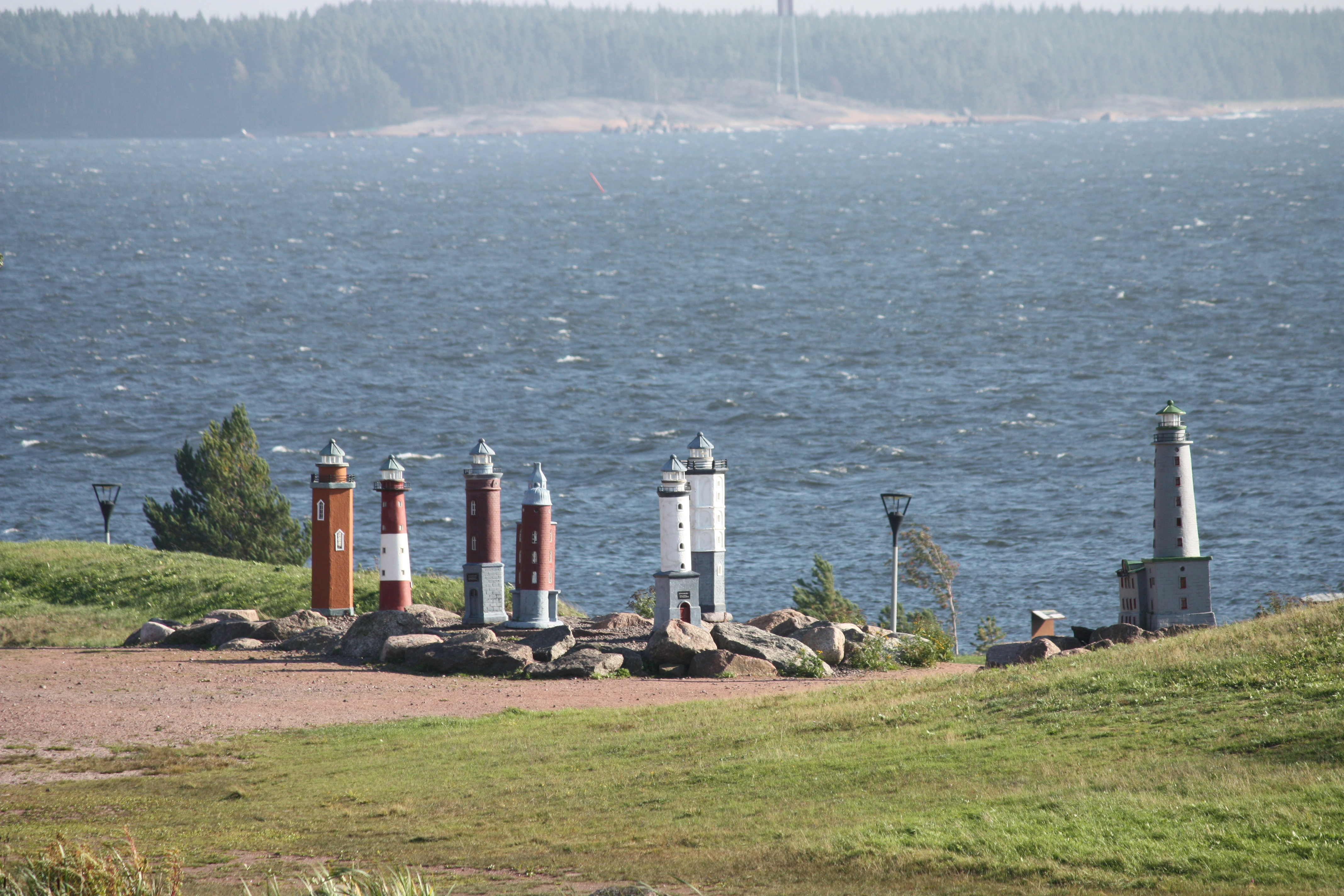
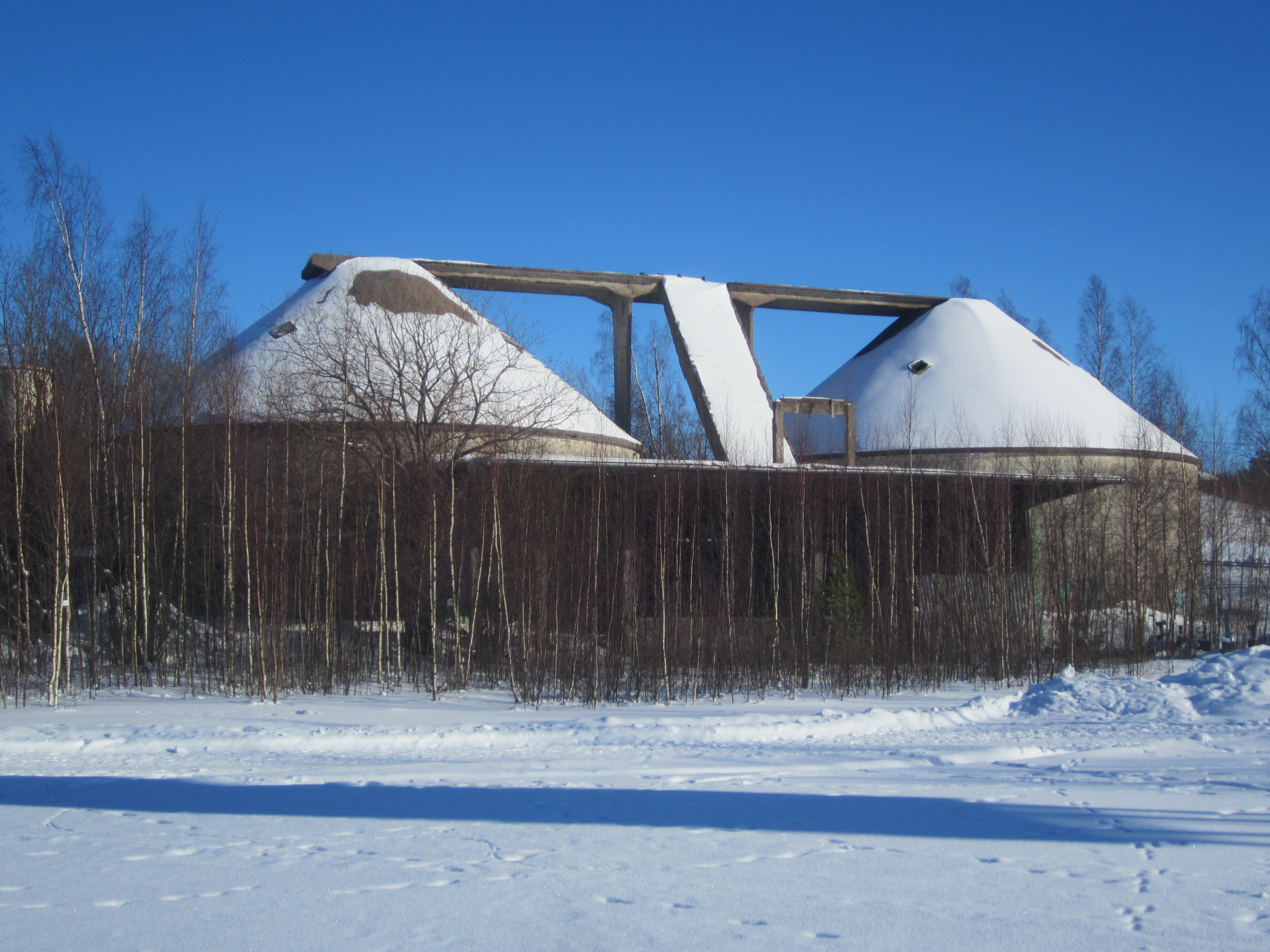
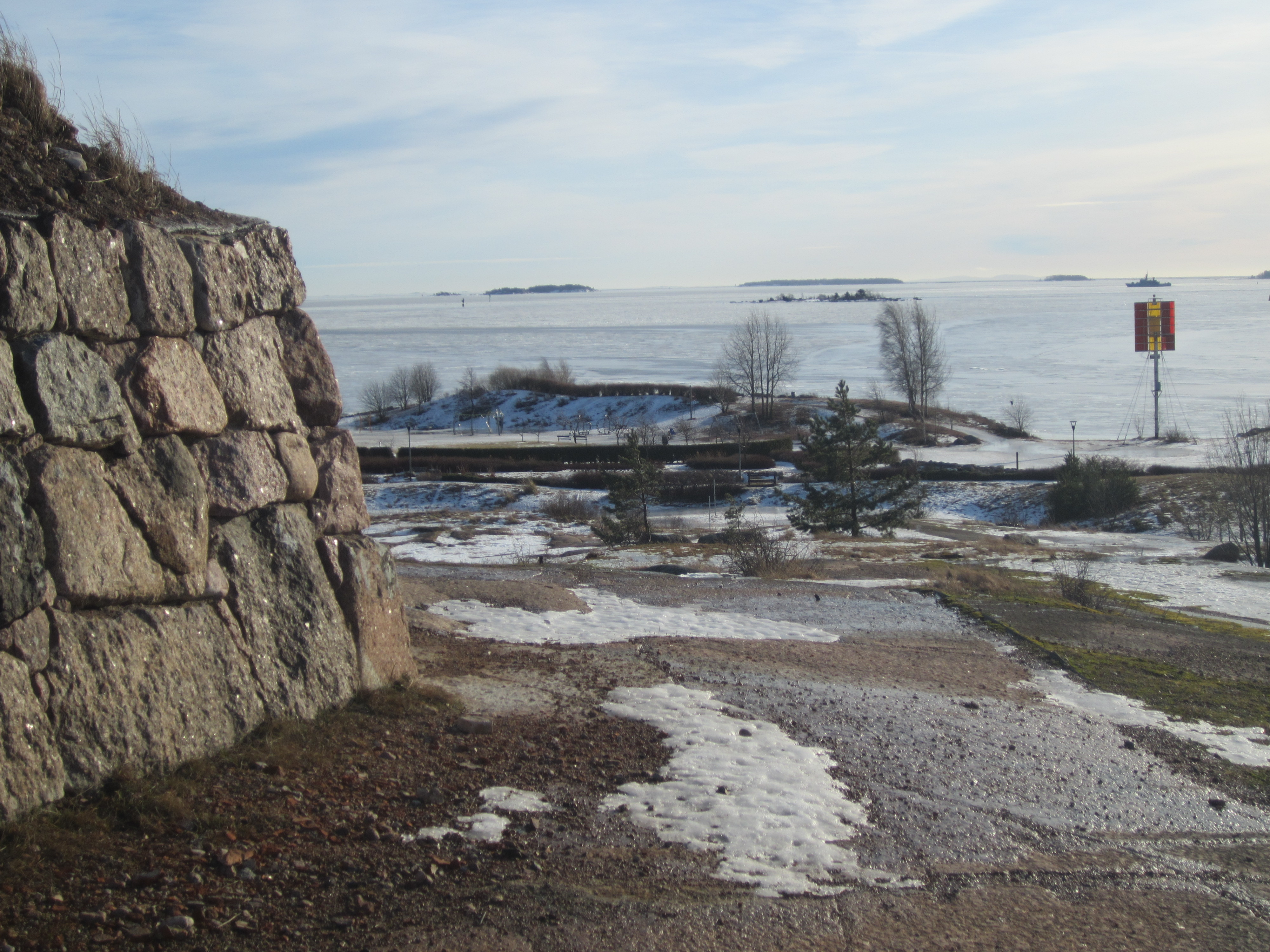

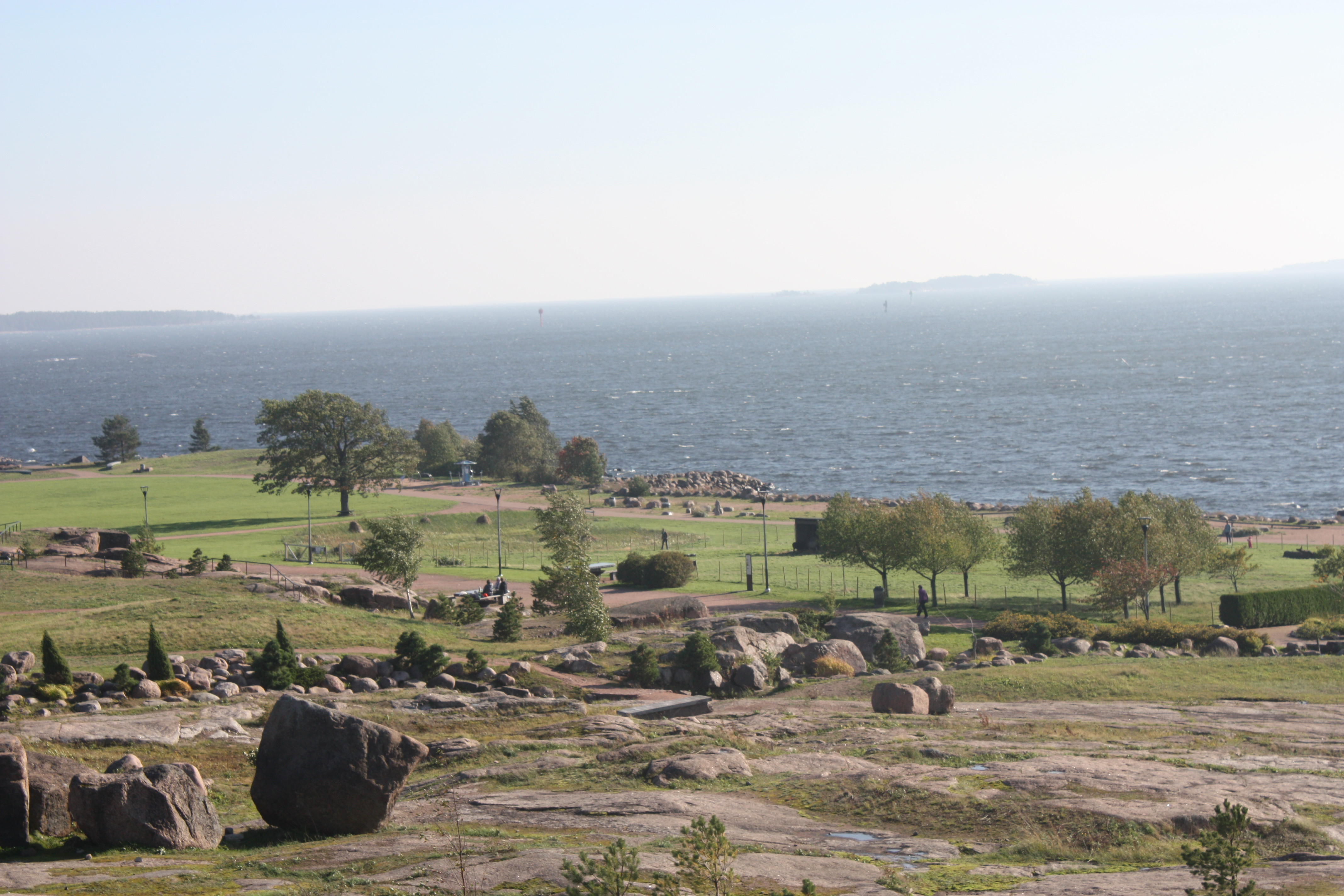
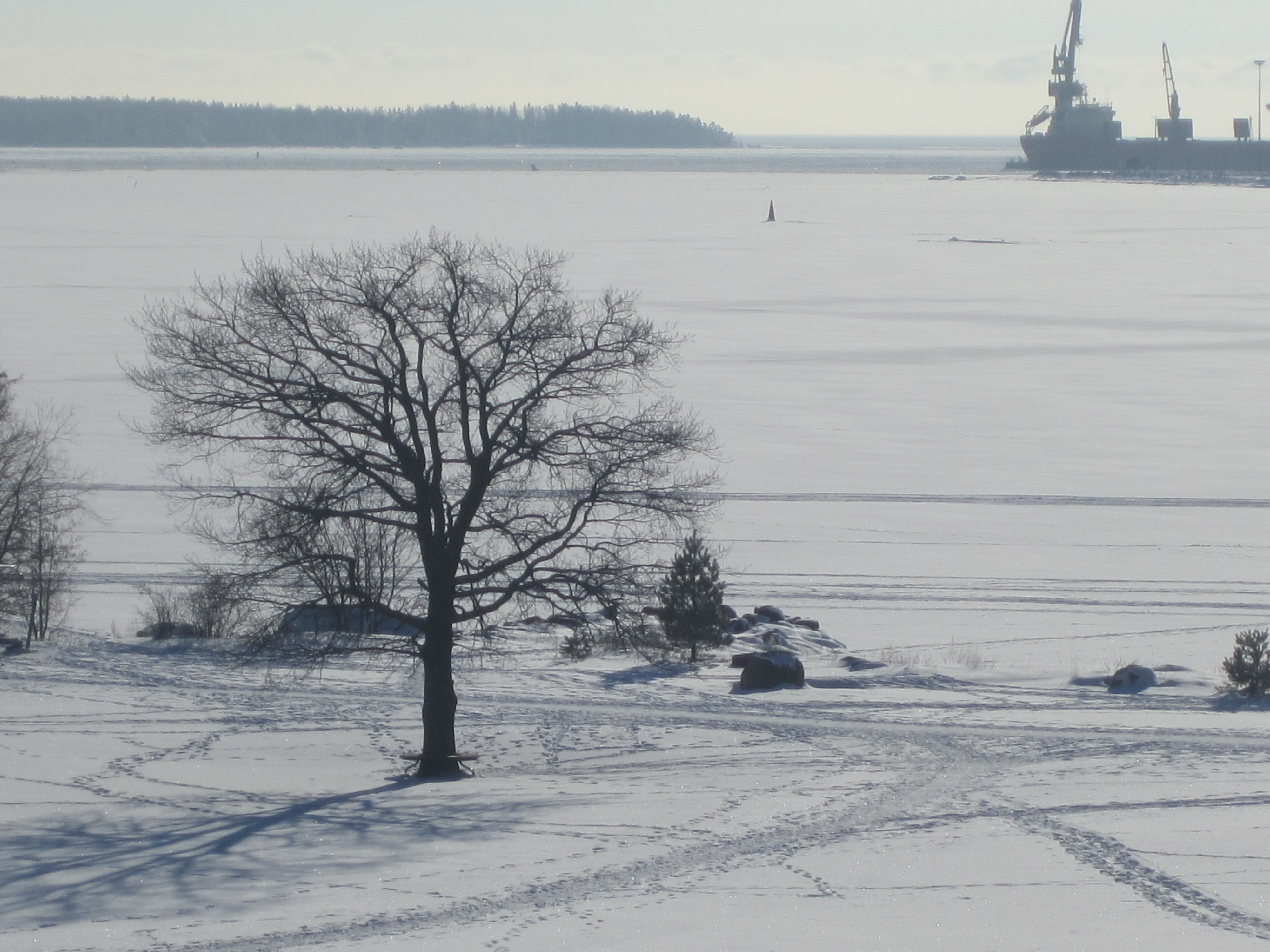
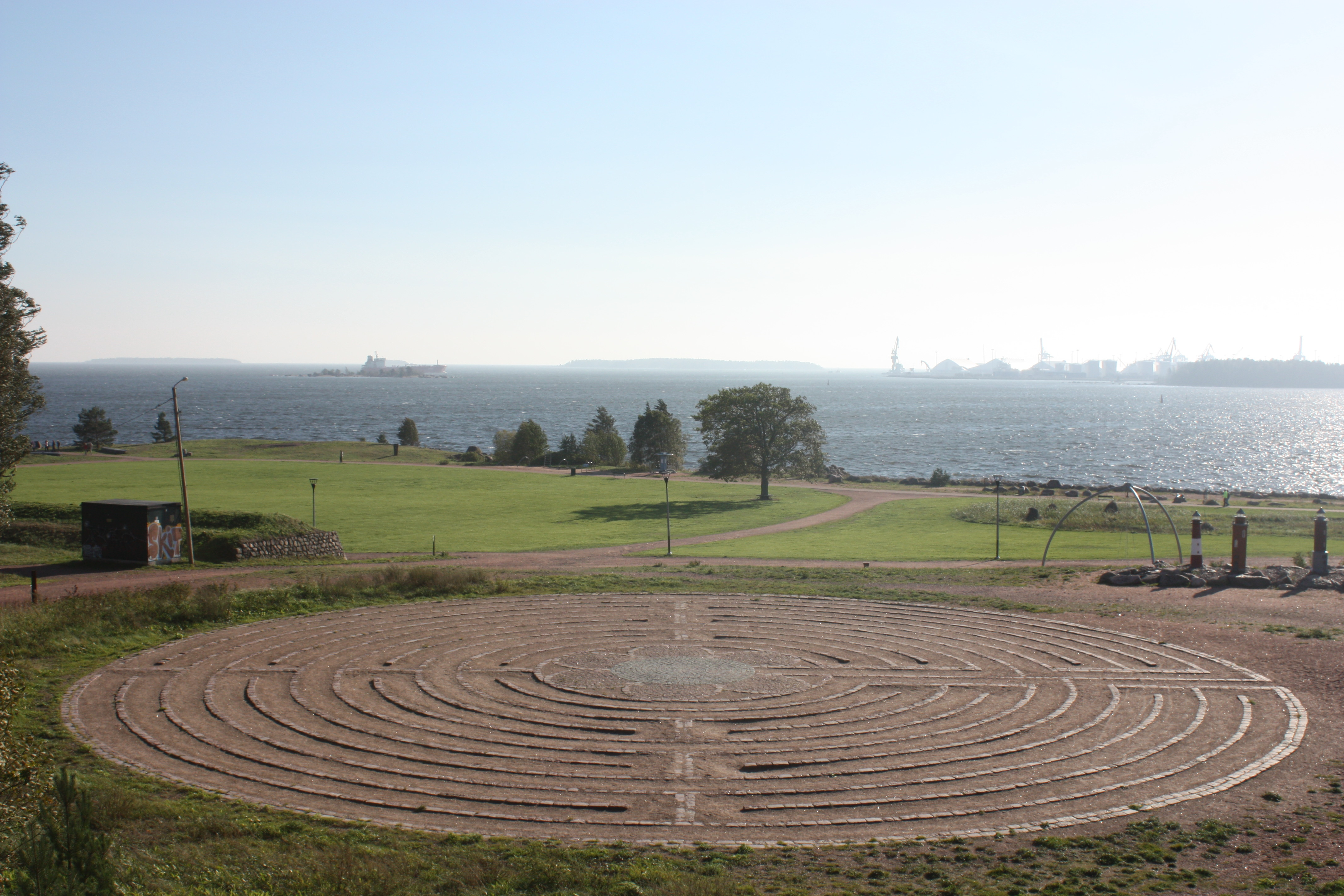